# فارنيل
فارنيل (بالإنجليزية: Varnell, Georgia)‏ هي مدينة تقع في مقاطعة ويتفيلد، جورجيا بولاية جورجيا في الولايات المتحدة. تبلغ مساحة هذه المدينة 6.4 (كم²)، وترتفع عن سطح البحر 246 م، بلغ عدد سكانها 1744 نسمة في عام 2010 حسب إحصاء مكتب تعداد الولايات المتحدة.

## وصلات خارجية
- Cities & Counties - Georgia.gov